# Слов'янський автобус
Слов'янський автобус — система пасажирських перевезень маршрутними таксі у місті Слов'янськ. Містом курсують автобуси ПАЗ-3205, Рута 25 та БАЗ-А079 «Еталон».

## Маршрути[4]
Станом на липень 2025 року у місті налічується 30 міських та 6 приміських маршрути.

### Міські маршрути
| №   | Маршрут | Зворотній маршрут |
| --- | --- | --- |
| 2   | Залізничний вокзал — Центр культури і довкілля — Шкільна — Восьмиквартирна — ПАТ "Кераммаш" — Управління СКК — Автостанція — Сквер "Мрія" — СКНАУ — Центр — на вимогу — Музей — Колантаївська — Сільзаводська — Слов'янський курорт | Слов'янський курорт — Сільзаводська — Колантаївська — Музей — Центр — СКНАУ — Сквер "Мрія" — Автостанція — Слов'янський бульвар — Управління СКК — ПАТ "Кераммаш" — Восьмиквартирна — Шкільна — Центр культури і довкілля — Залізничний вокзал |
| 3   | Залізничний вокзал — Центр культури і довкілля — Шкільна — Восьмиквартирна — ПАТ "Кераммаш" — Управління СКК — Автостанція — Слов'янський фаховий коледж індустрії та фармації — Універмаг — Пологовий будинок — Центр — бул. Лесі Українки — Міська лікарня — вул. Шевченка — Літературна — Ізюмська — Кладовище — вул. Юрія Богатикова — Мікрорайон «Північний»                                                                                               | Мікрорайон «Північний» — Гаражі — Паркова — вул. Миру — вул. Шевченка — Міська лікарня — бул. Лесі Українки — СКНАУ — Сквер "Мрія" — Автостанція — Слов'янський бульвар — Управління СКК — ПАТ "Кераммаш" — Восьмиквартирна — Шкільна — Центр культури і довкілля — Залізничний вокзал |
| 4   | Мікрорайон «Лісний» — Хлібозавод — Молодіжна — бул. Героїв Крут — вул. Ярослава Мудрого — Дитячий садок — Парк Шовковичний — СКНАУ — Сквер "Мрія" — Слов'янський фаховий коледж індустрії та фармації — Універмаг — Пологовий будинок — Центр — бул. Лесі Українки — Міська лікарня — вул. Шевченка — вул. Літературна — Ізюмська — Кладовище — вул. Юрія Богатикова — Мікрорайон «Північний»                                                                   | Мікрорайон «Північний» — Гаражі — Паркова — вул. Миру — вул. Шевченка — Міська лікарня — бул. Лесі Українки — СКНАУ — Парк Шовковичний — Дитячий садок — вул. Ярослава Мудрого — бул. Героїв Крут — Молодіжна — Вільна — Ясна — Шкільна — Нова — Садоводів — Мікрорайон «Лісний» |
| 5   | Залізничний вокзал — Центр культури і довкілля — Шкільна — Восьмиквартирна — ПАТ "Кераммаш" — Управління СКК — Автостанція — Слов'янський фаховий коледж індустрії та фармації — Центральний ринок — площа Семейка — Донбаський аграрний фаховий коледж — Школа №8 — Монополія Крона — Набережна — Словолія — площа Миру — Пам'ятник Михайлу Петренку — Новосодівська — ТУ-П7 — Сільзавод — Мікрорайон «Семенівка»                                              | Мікрорайон «Семенівка» — Сільзавод — ТУ-П7 — Новосодівська — Пам'ятник Михайлу Петренку — площа Миру — Словолія — Набережна — Монополія Крона — Школа №8 — Донбаський аграрний фаховий коледж — площа Семейка — Центральний ринок — Будиноку культури — Сквер "Мрія" — Автостанція — Слов'янський бульвар — Управління СКК — ПАТ "Кераммаш" — Восьмиквартирна — Шкільна — Центр культури і довкілля — Залізничний вокзал                                                                                  |
| 6   | Залізничний вокзал — Центр культури і довкілля — Шкільна — Восьмиквартирна — ПАТ "Кераммаш" — Управління СКК — Автостанція — Слов'янський фаховий коледж індустрії та фармації — Центральний ринок — площа Семейка — Донбаський аграрний фаховий коледж — Школа №8 — Монополія Крона — Набережна — Словолія — площа Миру — Пам'ятник Михайлу Петренку — Новосодівська — Мікрорайон «Хімік»                                                                      | Мікрорайон «Хімік» — Новосодівська — Пам'ятник Михайлу Петренку — площа Миру — Словолія — Набережна — Монополія Крона — Школа №8 — Донбаський аграрний фаховий коледж — площа Семейка — Центральний ринок — Будиноку культури — Сквер "Мрія" — Автостанція — Слов'янський бульвар — Управління СКК — ПАТ "Кераммаш" — Восьмиквартирна — Шкільна — Центр культури і довкілля — Залізничний вокзал |
| 7   | Залізничний вокзал — Центр культури і довкілля — Шкільна — Восьмиквартирна — ПАТ "Кераммаш" — Управління СКК — Автостанція — Сквер "Мрія" — СКНАУ — Парк Шовковичний — Дитячий садок — вул. Ярослава Мудрого — бул. Героїв Крут — Молодіжна — Вільна — Ясна — Шкільна — Нова — Садоводів — Мікрорайон «Лісний» | Мікрорайон «Лісний» — Хлібозавод — Молодіжна — бул. Героїв Крут — вул. Ярослава Мудрого — Дитячий садок — Парк Шовковичний — СКНАУ — Сквер "Мрія" — Автостанція — Слов'янський бульвар — Управління СКК — ПАТ "Кераммаш" — Восьмиквартирна — Шкільна — Центр культури і довкілля — Залізничний вокзал |
| 8   | Мікрорайон «Лісний» — Хлібозавод — Молодіжна — бул. Героїв Крут — вул. Ярослава Мудрого — Дитячий садок — Парк Шовковичний — СКНАУ — Сквер "Мрія" — Слов'янський фаховий коледж індустрії та фармації — Центральний ринок — площа Семейка — Донбаський аграрний фаховий коледж — Школа №8 — Монополія Крона — Набережна — Словолія — площа Миру — Пам'ятник Михайлу Петренку — Новосодівська — ТУ-П7 — Сільзавод — Мікрорайон «Семенівка»                       | Мікрорайон «Семенівка» — Сільзавод — ТУ-П7 — Новосодівська — Пам'ятник Михайлу Петренку — площа Миру — Словолія — Набережна — Монополія Крона — Школа №8 — Донбаський аграрний фаховий коледж — площа Семейка — Центральний ринок — Будиноку культури — СКНАУ — Парк Шовковичний— Дитячий садок — вул. Ярослава Мудрого — бул. Героїв Крут — Молодіжна — Вільна — Ясна — Шкільна — Нова — Садоводів — Мікрорайон «Лісний»                                                                                 |
| 9   | Залізничний вокзал — Центр культури і довкілля — Шкільна — Восьмиквартирна — ПАТ "Кераммаш" — Управління СКК — Автостанція — Сквер "Мрія" — СКНАУ — Парк Шовковичний — Дитячий садок — вул. Ярослава Мудрого — бул. Героїв Крут — Молодіжна — Хлібозавод — Мікрорайон «Лісний» — Садівників — Інтернат №2 — Лісозахисна — Святогірськая — Залізничний вокзал | Кільцевий |
| 11  | Мікрорайон «Лісний» — Хлібозавод — Молодіжна — бул. Героїв Крут — вул. Ярослава Мудрого — Дитячий садок — Парк Шовковичний — СКНАУ — Сквер "Мрія" — Слов'янський фаховий коледж індустрії та фармації — Універмаг — Пологовий будинок — на вимогу — Музей — Колантаївська — Сільзаводська — Слов'янський курорт — Героїв Праці — УМР — Лісоторговий склад — Донецька — Селянська — Мікрорайон «Східний»                                                         | Мікрорайон «Східний» — Селянська — Донецька — Лісоторговий склад — УМР — вул. Героїв Праці — Слов'янський курорт — Сільзаводська — Колантаївська — Шнурківська — вул. Шевченка — Міська лікарня — бул. Лесі Українки — СКНАУ — Парк Шовковичний— Дитячий садок — вул. Ярослава Мудрого — бул. Героїв Крут — Молодіжна — Вільна — Ясна — Шкільна — Нова — Садоводів — Мікрорайон «Лісний» |
| 12  | Залізничний вокзал — Центр культури і довкілля — Шкільна — Восьмиквартирна — ПАТ "Кераммаш" — Управління СКК — Автостанція — Слов'янський фаховий коледж індустрії та фармації — Центральний ринок — площа Семейка — Донбаський аграрний фаховий коледж — Школа №8 — Монополія Крона — Набережна — Словолія — площа Миру — Пам'ятник Михайлу Петренку — Новосодівська — ТУ-П7 — Сільзавод — Мікрорайон «Семенівка» — Весняна — пров. Орденоносців — Лисичанська | Лисичанська — пров. Орденоносців — Весняна — Мікрорайон «Семенівка» — Сільзавод — ТУ-П7 — Новосодівська — Пам'ятник Михайлу Петренку — площа Миру — Словолія — Набережна — Монополія Крона — Школа №8 — Донбаський аграрний фаховий коледж — площа Семейка — Центральний ринок — Будиноку культури — Сквер "Мрія" — Автостанція — Слов'янський бульвар — Управління СКК — ПАТ "Кераммаш" — Восьмиквартирна — Шкільна — Центр культури і довкілля — Залізничний вокзал                                     |
| 13  | Мікрорайон «Лісний» — Хлібозавод — Молодіжна — бул. Героїв Крут — вул. Ярослава Мудрого — Дитячий садок — Парк Шовковичний — СКНАУ — Будиноку культури — Центральний ринок — площа Семейка — Донбаський аграрний фаховий коледж — Школа №8 — Монополія Крона — Набережна — Словолія — площа Миру — Пам'ятник Михайлу Петренку — Новосодівська — Мікрорайон «Хімік»                                                                                              | Мікрорайон «Хімік» — Новосодівська — Пам'ятник Михайлу Петренку — площа Миру — Словолія — Набережна — Монополія Крона — Школа №8 — Донбаський аграрний фаховий коледж — площа Семейка — Центральний ринок — Будиноку культури — СКНАУ — Парк Шовковичний — Дитячий садок — вул. Ярослава Мудрого — бул. Героїв Крут — Молодіжна — Вільна — Ясна — Шкільна — Нова — Садоводів — Мікрорайон «Лісний» |
| 14  | Мікрорайон «Лісний» — Хлібозавод — Молодіжна — бул. Героїв Крут — вул. Ярослава Мудрого — Дитячий садок — Парк Шовковичний— СКНАУ — Будиноку культури — Центральний ринок — площа Семейка — площа Семейка — Орсовська — Словолія — на вимогу — пров. Городний — ПАТ "Словважмаш" | ПАТ "Словважмаш" — Дарвіна — Полтавська — Станція "імені Кожушка О. М." — Вільхова — Українська — Робоча — Центральний ринок — Будиноку культури — СКНАУ — Парк Шовковичний — Дитячий садок — вул. Ярослава Мудрого — бул. Героїв Крут — Молодіжна — Вільна — Ясна — Шкільна — Нова — Садоводів — Мікрорайон «Лісний» |
| 14А | Автостанція — Слов'янський фаховий коледж індустрії та фармації — Центральний ринок — площа Семейка — Донбаський аграрний фаховий коледж — Школа №8 — Монополія Крона — Набережна — Словолія — Площа Миру — на вимогу — Аеродромна — пров. Східний — Добровольська | Добровольська — пров. Східний — Аеродромна — на вимогу — Площа Миру — Словолія — Набережна — Монополія Крона — Школа №8 — Донбаський аграрний фаховий коледж — площа Семейка — Центральний ринок — Будиноку культури — Сквер "Мрія" — Автостанція |
| 15  | Мікрорайон «Лісний» — Хлібозавод — Молодіжна — бул. Героїв Крут — вул. Ярослава Мудрого — Дитячий садок — Парк Шовковичний — СКНАУ — Сквер "Мрія" — Слов'янський фаховий коледж індустрії та фармації — Універмаг — Поштова — Донбаський аграрний фаховий коледж — Світлодарська — Стадіон імені Юрія Скиданова — Автошкола — Мартиненка — Завод "Тореласт" | Завод "Тореласт" — Мартиненка — Автошкола — Стадіон імені Юрія Скиданова — Світлодарська — Донбаський аграрний фаховий коледж — Поштова — Пологовий будинок — Центр — СКНАУ — Парк Шовковичний — Дитячий садок — вул. Ярослава Мудрого — бул. Героїв Крут — Молодіжна — Вільна — Ясна — Шкільна — Нова — Садоводів — Мікрорайон «Лісний» |
| 16  | Залізничний вокзал — Центр культури і довкілля — Шкільна — Восьмиквартирна — ПАТ "Кераммаш" — Управління СКК — Автостанція — Слов'янський фаховий коледж індустрії та фармації — Центральний ринок — площа Семейка — Донбаський аграрний фаховий коледж — Школа №8 — Монополія Крона — Набережна — Словолія — Площа Миру — на вимогу — Аеродромна — пров. Східний — Добровольська                                                                               | Добровольська — на вимогу — Олекси Тихого — Школа №4 — Площа Миру — Словолія — Набережна — Монополія Крона — Школа №8 — Донбаський аграрний фаховий коледж — площа Семейка — Центральний ринок — Будиноку культури — Сквер "Мрія" — Автостанція — Слов'янський бульвар — Управління СКК — ПАТ "Кераммаш" — Восьмиквартирна — Шкільна — Центр культури і довкілля — Залізничний вокзал |
| 17  | Мікрорайон «Лісний» — Хлібозавод — Молодіжна — бул. Героїв Крут — вул. Ярослава Мудрого — Дитячий садок — Парк Шовковичний — СКНАУ — Сквер "Мрія" — Автостанція — Слов'янський бульвар — Управління СКК — ПАТ "Кераммаш" — Восьмиквартирна — Шкільна — Центр культури і довкілля — Залізничний вокзал — Зелеських — Мрії — Станція "імені Кожушка О. М." | Станція "імені Кожушка О. М." — Мрії — Залеських — Залізничний вокзал — Центр культури і довкілля — Шкільна — Восьмиквартирна — ПАТ "Кераммаш" — Управління СКК — Автостанція — Сквер "Мрія" — СКНАУ — Парк Шовковичний — Дитячий садок — вул. Ярослава Мудрого — бул. Героїв Крут — Молодіжна — Вільна — Ясна — Шкільна — Нова — Садоводів — Мікрорайон «Лісний» |
| 17А | Універмаг — Пологовий будинок — Центр — СКНАУ — Сквер "Мрія" — Автостанція — Слов'янський бульвар — Управління СКК — ПАТ "Кераммаш" — Восьмиквартирна — Шкільна — Центр культури і довкілля — Залізничний вокзал — Зелеських — Мрії — Станція "імені Кожушка О. М." | Станція "імені Кожушка О. М." — Мрії — Залеських — Залізничний вокзал — Центр культури і довкілля — Шкільна — Восьмиквартирна — ПАТ "Кераммаш" — Управління СКК — Автостанція — Слов'янський фаховий коледж індустрії та фармації — Універмаг |
| 18  | Залізничний вокзал — Центр культури і довкілля — Шкільна — Восьмиквартирна — ПАТ "Кераммаш" — Управління СКК — Автостанція — Слов'янський фаховий коледж індустрії та фармації — Центральний ринок — площа Семейка — Донбаський аграрний фаховий коледж — Школа №8 — Монополія Крона — Набережна — Словолія — Площа Миру — на вимогу — Аеродромна — пров. Східний — Добровольська                                                                               | Добровольська — на вимогу — Олекси Тихого — Школа №4 — Площа Миру — Словолія — Набережна — Монополія Крона — Школа №8 — Донбаський аграрний фаховий коледж — площа Семейка — Центральний ринок — Будиноку культури — Сільгосптехніка — Прохідна АІЗ — Полярна — Кузня — Залізничний вокзал |
| 19  | Залізничний вокзал — Центр культури і довкілля — Шкільна — Восьмиквартирна — ПАТ "Кераммаш" — Управління СКК — Автостанція — Сквер "Мрія" — Слов'янський фаховий коледж індустрії та фармації — Універмаг — Пологовий будинок — Центр — бул. Лесі Українки — Міська лікарня — вул. Шевченка — Літературна — Ізюмська — Анатолія Свиридюка — Шляхетна — Охтирська — Мікрорайон «Цілинний» — Соболівка                                                            | Соболівка — Мікрорайон «Цілинний» — Охтирська — Шляхетна — Анатолія Свиридюка — Ізюмська — Літературна — вул. Шевченка — Міська лікарня — бул. Лесі Українки — СКНАУ — Сквер "Мрія" — Автостанція — Слов'янський бульвар — Управління СКК — ПАТ "Кераммаш" — Восьмиквартирна — Шкільна — Центр культури і довкілля — Залізничний вокзал |
| 20  | Залізничний вокзал — Центр культури і довкілля — Шкільна — Восьмиквартирна — ПАТ "Кераммаш" — Управління СКК — Автостанція — Слов'янський фаховий коледж індустрії та фармації — Універмаг — Пологовий будинок — Центр — бул. Лесі Українки — Міська лікарня — вул. Шевченка — Шнурківська — Колантаївська — Сільзаводська — Слов'янський курорт — Сільзаводська — Сільзавод — Маленька Куба — Мікрорайон «Цегляний» — Завод спец-будматеріалів — Геологічна    | Геологічна — Завод спец-будматеріалів — Мікрорайон «Цегляний» — Маленька Куба — Сільзавод — Сільзаводська — Слов'янський курорт — Сільзаводська — Колантаївська — Шнурківська — вул. Шевченка — Міська лікарня — бул. Лесі Українки — СКНАУ — Сквер "Мрія" — Автостанція — Слов'янський бульвар — Управління СКК — ПАТ "Кераммаш" — Восьмиквартирна — Шкільна — Центр культури і довкілля — Залізничний вокзал                                                                                            |
| 21  | Залізничний вокзал — Центр культури і довкілля — Шкільна — Восьмиквартирна — ПАТ "Кераммаш" — Управління СКК — Автостанція — Слов'янський фаховий коледж індустрії та фармації — Центральний ринок — площа Семейка — Донбаський аграрний фаховий коледж — Школа №8 — Монополія Крона — Набережна — Словолія — пров. Данила Галицького — Аеродромна — Добровольська — вул. Григорія Сковороди — Комунальна — вул. Данила Галицького                              | вул. Данила Галицького — Комунальна — вул. Григорія Сковороди — Добровольська — Аеродромна — пров. Данила Галицького — площа Миру — Словолія — Набережна — Монополія Крона — Школа №8 — Донбаський аграрний фаховий коледж — площа Семейка — Центральний ринок — Будиноку культури — Сквер "Мрія" — Автостанція — Слов'янський бульвар — Управління СКК — ПАТ "Кераммаш" — Восьмиквартирна — Шкільна — Центр культури і довкілля — Залізничний вокзал                                                     |
| 21А | Автостанція — Слов'янський фаховий коледж індустрії та фармації — Центральний ринок — площа Семейка — Донбаський аграрний фаховий коледж — Школа №8 — Монополія Крона — Набережна — Словолія — пров. Данила Галицького — Аеродромна — Добровольська — вул. Григорія Сковороди — Комунальна — вул. Данила Галицького | вул. Данила Галицького — Комунальна — вул. Григорія Сковороди — Добровольська — Аеродромна — пров. Данила Галицького — площа Миру — Словолія — Орсовська — площа Семейка — площа Семейка — Центральний ринок — Будиноку культури — Сквер "Мрія" — Автостанція |
| 22  | Мікрорайон «Лісний» — Хлібозавод — Молодіжна — бул. Героїв Крут — вул. Ярослава Мудрого — Дитячий садок — Парк Шовковичний — СКНАУ — Сквер "Мрія" - Слов'янський фаховий коледж індустрії та фармації — Універмаг — Пологовий будинок — Центр — бул. Лесі Українки — Міська лікарня — вул. Шевченка — Літературна — Ізюмська — Анатолія Свиридюка — Шляхетна — Охтирська — Мікрорайон «Цілинний»                                                                | Мікрорайон «Цілинний» — Охтирська — Шляхетна — Анатолія Свиридюка — Ізюмська — Літературна — вул. Шевченка — Міська лікарня — бул. Лесі Українки — СКНАУ — Парк Шовковичний — Дитячий садок — вул. Ярослава Мудрого — бул. Героїв Крут — Молодіжна — Вільна — Ясна — Шкільна — Нова — Садоводів — Мікрорайон «Лісний» |
| 23  | Залізничний вокзал — Центр культури і довкілля — Шкільна — Восьмиквартирна — ПАТ "Кераммаш" — Управління СКК — Автостанція — Слов'янський фаховий коледж індустрії та фармації — Універмаг — Поштова —Орсовська — площа Миру — Пам'ятник Михайлу Петренку — Новосодівська — ТУ-П7 — Сільзавод — Мікрорайон «Семенівка» — с. Високо-Іванівка — Біляївка — Електрична — Біляївка — Управління — Дмитрівська — Миколаївка                                          | Миколаївка — ПТУ — Школа — Геологічна — Горького — Дмитрівська — Біляївка — Електрична — Біляївка — с. Високо-Іванівка — Мікрорайон «Семенівка» — Сільзавод — ТУ-П7 — Новосодівська — Пам'ятник Михайлу Петренку — площа Миру — Словолія — Орсовська — Поштова — площа Семейка — площа Семейка — Центральний ринок — Будиноку культури — Сквер "Мрія" — Автостанція — Слов'янський бульвар — Управління СКК — ПАТ "Кераммаш" — Восьмиквартирна — Шкільна — Центр культури і довкілля — Залізничний вокзал |
| 25  | Мікрорайон «Лісний» — Хлібозавод — Молодіжна — бул. Героїв Крут — вул. Ярослава Мудрого — Дитячий садок — Парк Шовковичний — СКНАУ — Сквер "Мрія" — Автостанція — Слов'янський бульвар — Управління СКК — ПАТ "Кераммаш" — Восьмиквартирна — Шкільна — Центр культури і довкілля — Залізничний вокзал — Кузня — Горова — Кафе "Зустріч" — Магазин — Кривоноса — Слов'янський коледж транспортної інфраструктури                                                 | Слов'янський коледж транспортної інфраструктури — Кривоноса — Магазин — Кафе "Зустріч" — Горова — Кузня — Залізничний вокзал — Центр культури і довкілля — Шкільна — Восьмиквартирна — ПАТ "Кераммаш" — Управління СКК — Автостанція — Сквер "Мрія" — СКНАУ — Парк Шовковичний — Дитячий садок — вул. Ярослава Мудрого — бул. Героїв Крут — Молодіжна — Вільна — Ясна — Шкільна — Нова — Садоводів — Мікрорайон «Лісний»                                                                                  |
| 26  | Мікрорайон «Лісний» — Хлібозавод — Молодіжна — бул. Героїв Крут — вул. Ярослава Мудрого — Дитячий садок — Парк Шовковичний — СКНАУ — Сквер "Мрія" — Автостанція — Слов'янський бульвар — Управління СКК — ПАТ "Кераммаш" — Восьмиквартирна — Шкільна — Центр культури і довкілля — Залізничний вокзал — Кузня — Горова — Кафе "Зустріч" — Ударна — Верхня — Кіоск — Голубівська                                                                                 | Голубівська — Кіоск — Верхня — Ударна — Кафе "Зустріч" — Горова — Кузня — Залізничний вокзал — Центр культури і довкілля — Шкільна — Восьмиквартирна — ПАТ "Кераммаш" — Управління СКК — Автостанція — Сквер "Мрія" — СКНАУ — Парк Шовковичний — Дитячий садок — вул. Ярослава Мудрого — бул. Героїв Крут — Молодіжна — Вільна — Ясна — Шкільна — Нова — Садоводів — Мікрорайон «Лісний» |
| 27  | Мікрорайон «Лісний» — Хлібозавод — Молодіжна — бул. Героїв Крут — вул. Ярослава Мудрого — Дитячий садок — Парк Шовковичний — СКНАУ — Сквер "Мрія" — Слов'янський фаховий коледж індустрії та фармації — Універмаг | Універмаг — Пологовий будинок — Центр — СКНАУ — Парк Шовковичний — Дитячий садок — вул. Ярослава Мудрого — бул. Героїв Крут — Молодіжна — Вільна — Ясна — Шкільна — Нова — Садоводів — Мікрорайон «Лісний» |
| 28  | Мікрорайон «Лісний» — Хлібозавод — Молодіжна — бул. Героїв Крут — вул. Ярослава Мудрого — Дитячий садок — Парк Шовковичний — СКНАУ — Сквер "Мрія" — Слов'янський фаховий коледж індустрії та фармації — Універмаг — Пологовий будинок — на вимогу — Музей — Колантаївська — Сільзаводська — Слов'янський курорт — Героїв Праці — станція "Слов'янський Курорт" — МРЕВ — Шосе — БЗС                                                                              | БЗС — Шосе — МРЕВ — станція "Слов'янський Курорт" — Героїв Праці — Слов'янський курорт — Сільзаводська — Колантаївська — Музей — Центр — СКНАУ — Парк Шовковичний — Дитячий садок — вул. Ярослава Мудрого — бул. Героїв Крут — Молодіжна — Вільна — Ясна — Шкільна — Нова — Садоводів — Мікрорайон «Лісний» |
| 29  | Слов'янський курорт — Сільзаводська — Колантаївська — Музей — Центр — СКНАУ — Сквер "Мрія" — Слов'янський фаховий коледж індустрії та фармації — Центральний ринок — площа Семейка — Донбаський аграрний фаховий коледж — Школа №8 — Монополія Крона — Набережна — Словолія — площа Миру — Пам'ятник Михайлу Петренку — Новосодівська — Мікрорайон «Хімік» | Мікрорайон «Хімік» — Новосодівська — Пам'ятник Михайлу Петренку — площа Миру — Словолія — Набережна — Монополія Крона — Школа №8 — Донбаський аграрний фаховий коледж — площа Семейка — Центральний ринок — Будиноку культури — СКНАУ — Центр — на вимогу — Музей — Колантаївська — Сільзаводська — Слов'янський курорт |
| 30  | Мікрорайон «Лісний» — Хлібозавод — Молодіжна — бул. Героїв Крут — вул. Ярослава Мудрого — Дитячий садок — Парк Шовковичний — СКНАУ — Центр — на вимогу — Музей — Колантаївська — Сільзаводська — Слов'янський курорт — Героїв Праці — Станція "Слов'янський Курорт" | Станція "Слов'янський Курорт" — Героїв Праці — Слов'янський курорт — Сільзаводська — Колантаївська — Музей — Центр — СКНАУ — Парк Шовковичний — Дитячий садок — вул. Ярослава Мудрого — бул. Героїв Крут — Молодіжна — Вільна — Ясна — Шкільна — Нова — Садоводів — Мікрорайон «Лісний» |

### Приміські маршрути
| №                           | Маршрут |
| --------------------------- | --- |
| Слов'янськ — Мирне          | Універмаг — Пологовий будинок — Центр — СКНАУ — Парк Шовковичний — Дитячий садок — вул. Ярослава Мудрого — бул. Героїв Крут — Молодіжна — Вільна — Ясна — Шкільна — Нова — Садоводів — Мікрорайон «Лісний» — Мирне |
| Слов'янськ — Билбасівка     | Універмаг — Пологовий будинок — Центр — СКНАУ — Сквер "Мрія" — Автостанція — Слов'янський бульвар — Управління СКК — ПАТ "Кераммаш" — Восьмиквартирна — Шкільна — Центр культури і довкілля — Залізничний вокзал — Кузня — Горова — Кафе "Зустріч" — пров. Ударний — Верхня — на вимогу — Голубівська — Прилужний — вул. Миру — ЦНАП — Калинова — вул. Покровська — Билбасівка                                                       |
| Слов'янськ — Черкаське      | Універмаг — Пологовий будинок — Центр — СКНАУ — Сквер "Мрія" — Автостанція — Слов'янський бульвар — Управління СКК — ПАТ "Кераммаш" — Восьмиквартирна — Шкільна — Центр культури і довкілля — Залізничний вокзал — Кузня — Горова — Кафе "Зустріч" — пров. Ударний — Верхня — на вимогу — Голубівська — Прилужний — вул. Миру — ЦНАП — Калинова — вул. Покровська — Билбасівка — станція "Шидловська" — Черкаське                    |
| Слов'янськ — Новомиколаївка | Автостанція — Слов'янський бульвар — Управління СКК — ПАТ "Кераммаш" — Восьмиквартирна — Шкільна — Центр культури і довкілля — Залізничний вокзал — Кузня — Горова — Кафе "Зустріч" — пров. Ударний — Верхня — на вимогу — Голубівська — Прилужний — вул. Миру — ЦНАП — Калинова — вул. Покровська — Билбасівка — станція "Шидловська" — Черкаське — Птахофабрика — вул. Спортивна — Новомиколаївка                                  |
| Слов'янськ — Райгородок     | Залізничний вокзал — Центр культури і довкілля — Шкільна — Восьмиквартирна — ПАТ "Кераммаш" — Управління СКК — Автостанція — Сквер "Мрія" — СКНАУ — Центр — на вимогу — Музей — Колантаївська — Сільзаводська — Слов'янський курорт — Героїв Праці — станція "Слов'янський Курорт" — МРЕВ — Шосе — Поворіт на Лиман — Станція "Придонецька" — Райгородок                                                                             |
| Слов'янськ — Райгородок     | Мікрорайон «Лісний» — Хлібозавод — Молодіжна — бул. Героїв Крут — вул. Ярослава Мудрого — Дитячий садок — Парк Шовковичний — СКНАУ — Сквер "Мрія" — Слов'янський фаховий коледж індустрії та фармації — Універмаг — Пологовий будинок — на вимогу — Музей — Колантаївська — Сільзаводська — Слов'янський курорт — Героїв Праці — станція "Слов'янський Курорт" — МРЕВ — Шосе — Поворіт на Лиман — Станція "Придонецька" — Райгородок |